# مستقبل شبيه بنود

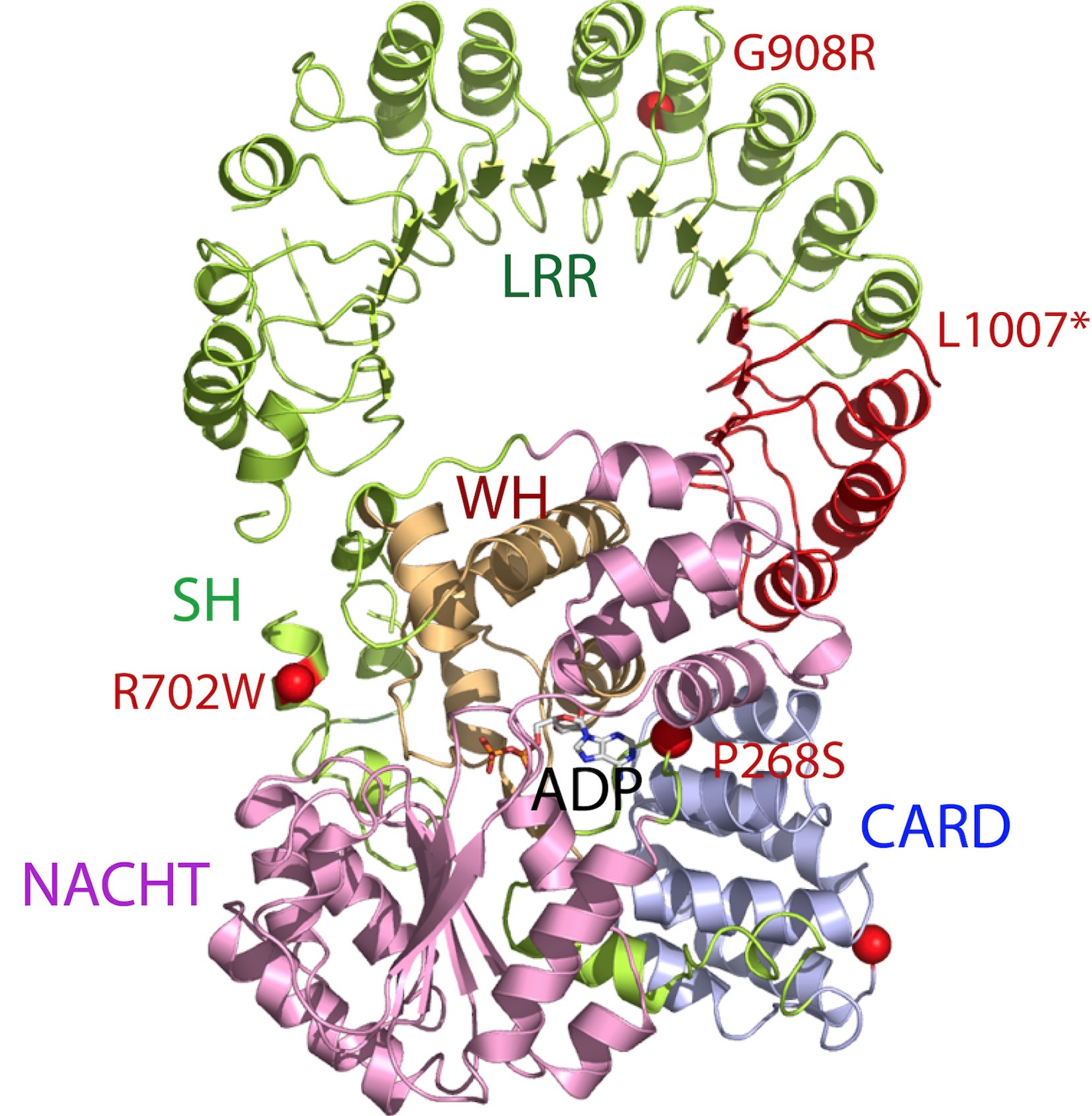

المستقبلات الشبيه بنود (بالإنجليزية: NOD-like receptor)‏ ومصطلح نود اختصار لـ(نطاق تكون قليل القسيمات المرتبط بالنوكليوتيد NOD) وتُعرف كذلك باسم مستقبلات التكرار الغني باللوسين المرتبطة بالنوكليوتيد، هي مستشعرات داخل خلوية للأنماط الجزيئية المرتبطة بالممراض (الݕامݕات PAMPs) التي تدخل الخلية عبر البلعمة أو المسامات، وللأنماط الجزيئية المرتبطة بالضرر (الدامݕات DAMPs) التي تحدث حين تتعرض الخلية للإجهاد. وهي نوع من مستقبلات التعرف على الأنماط، وتلعب دورا مفتاحيا في تنظيم استجابة المناعة الفطرية. يمكن تعمل المستقبلات الشبيهة بالنود مع المستقبلات الشبيهة بتول لتنظيم الاستجابة الالتهابية والاستماتية. وتتواجد في الخلايا اللمفاوية والبلعميات الكبيرة والخلايا المتغصة وكذلك في الخلايا غير المناعية مثل الخلايا الظهارية. المستقبلات الشبيه بنود منحفظة جيدا خلال التطور، واكتُشفت نظائر لها لدى العديد من أنواع الحيوانات المختلفة (APAF1) وكذلك لدى مملكة النبات (البروتين المقاوم للمرض).

## البنية
تحتوي المستقبلات الشبيه بنود على 3 نطاقات: نطاق NACHT [الإنجليزية] مركزي (النطاق بالمرتبط بالنوكليوتيد، NBD أو NOD) وهو نطاق شائع لدى جميع المستقبلات الشبيه بنود، نطاق تكرار غني باللوسين بالنهاية الكربوكسيلية ونطاق متغير بالنهاية الأمينية. يتواسط نطاق NACHT تكون قليل القسيمات الذاتي المعتمد على الـATP ويستشعر نطاق التكرار الغني باللوسين تواجد الربيطة. أما نطاق النهاية الأمينية فهو مسؤول على تآثر البروتين-بروتين مثلي النمط ويمكن أن يحتوي على نطاق تنشيط وتجنيد كاسباز (نطاق كارد [الإنجليزية])، ونطاق بيرين [الإنجليزية] ونطاق التنشيط مفروق [الإنجليزية] الحمضي، ونطاق مثبط الاستماتة [الإنجليزية] المعروف كذلك باسم تكرارات مثبط الفيروس العصوي (BIRs).